# سرگیفکا
سرگیفکا (به لاتین: Sergiyevka) یک منطقهٔ مسکونی در روسیه است که در استان آستراخان واقع شده‌است.